# Relaciones Costa Rica-Marruecos
Las relaciones Costa Rica-Marruecos se refieren a las relaciones internacionales que existen entre Costa Rica y Marruecos.
Las relaciones diplomáticas entre Costa Rica y Marruecos se establecieron durante la segunda administración Figueres Ferrer (1970-1974). Se rompieron en 1982 y se restablecieron el 25 de septiembre de 1986.

## Relaciones diplomáticas
- Marruecos tiene una embajada en Guatemala, concurrente para Costa Rica.[2]